# 大綱
大綱或作階層式大綱是顯示層級關係和樹狀結構型態的一種清單，用於呈現句子之中的要點或者某個主題的條列要旨。當中的每個項目也許會劃分成更多的子項目。目前通用的主流寫作型態指南，建議其組織層級至少要有兩個子分類。這種結構可用於文書的草擬方法、作為文件內容的摘要或是整體理解的途徑。除了清單的形式，尚有多種類型選擇。